# Sudharma Swami

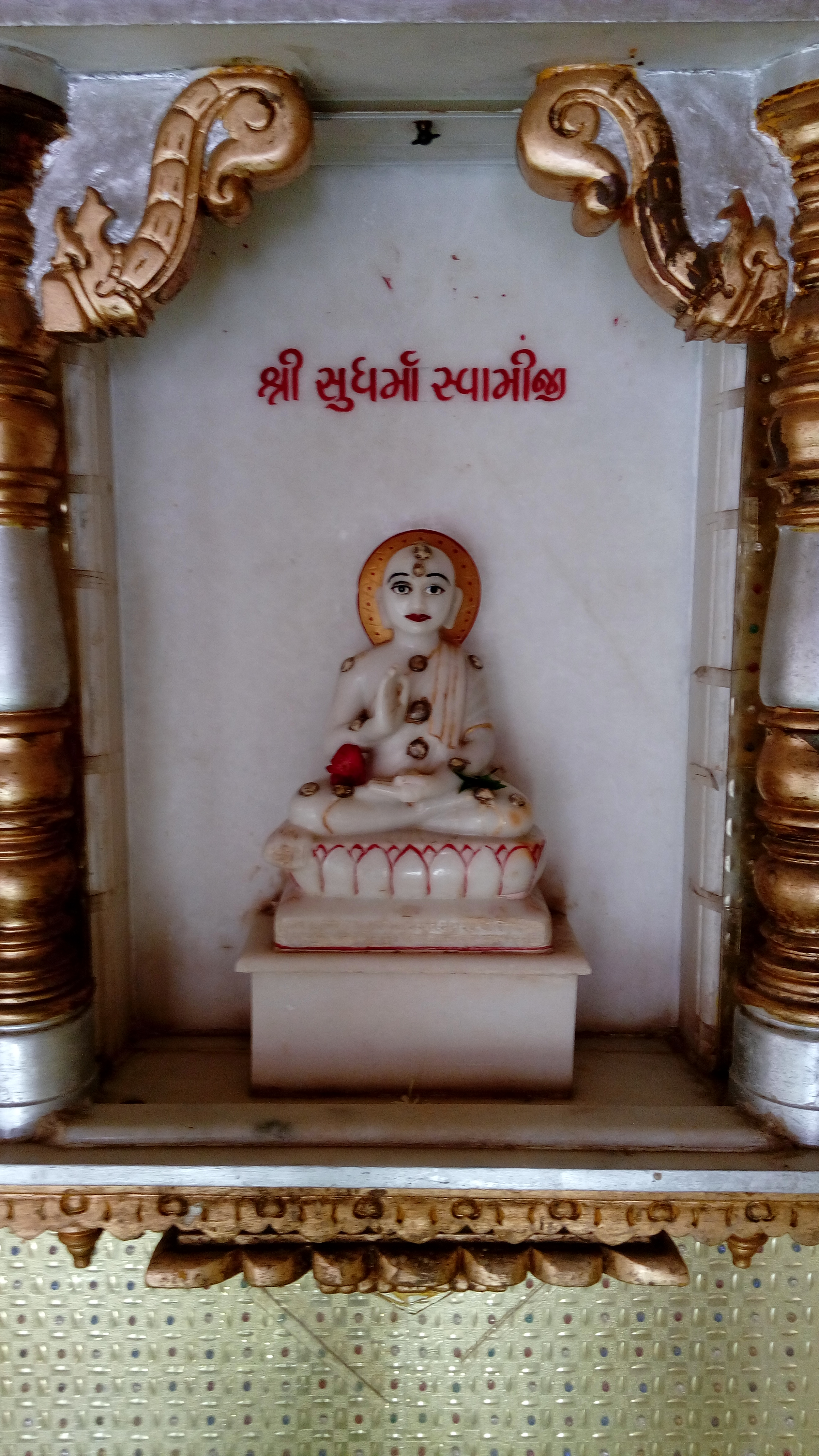
Estatua de Sudharma Swami

Sudharma Swami (en idioma sánscrito: Sudharmāsvāmī o Sudharman; 607 a. C. - 507 a. C.) fue el quinto ganadhara (discípulo principal) de Mahavira. Todos los acharyas y monjes jainistas actuales siguen su regla.

## Vida
Sudharmaswami fue el sucesor espiritual de Indrabhuti Gautama en la orden religiosa reorganizada por Mahavira. Se cree en la tradición jainista que obtuvo la omnisciencia después de 12 años en el 515 a. C. Se cree que alcanzó el moksha en 507 a. C. a la edad de 100 años. El liderazgo de la orden religiosa se transfirió luego a Jambuswami, quien sirvió durante 44 años y fue el último ghandhara que sobrevivió después de la kaal (muerte) de Mahavira.
Para los jainistas, sus escrituras representan las palabras literales de Mahavira y los otros tirthankaras solo en la medida en que el agama es una serie de verdades fijas, interminables y sin comienzo, una tradición sin ningún origen, humano o divino, que en esta era del mundo ha sido canalizado a través de Sudharmāsvāmī.